# Cerámica maya

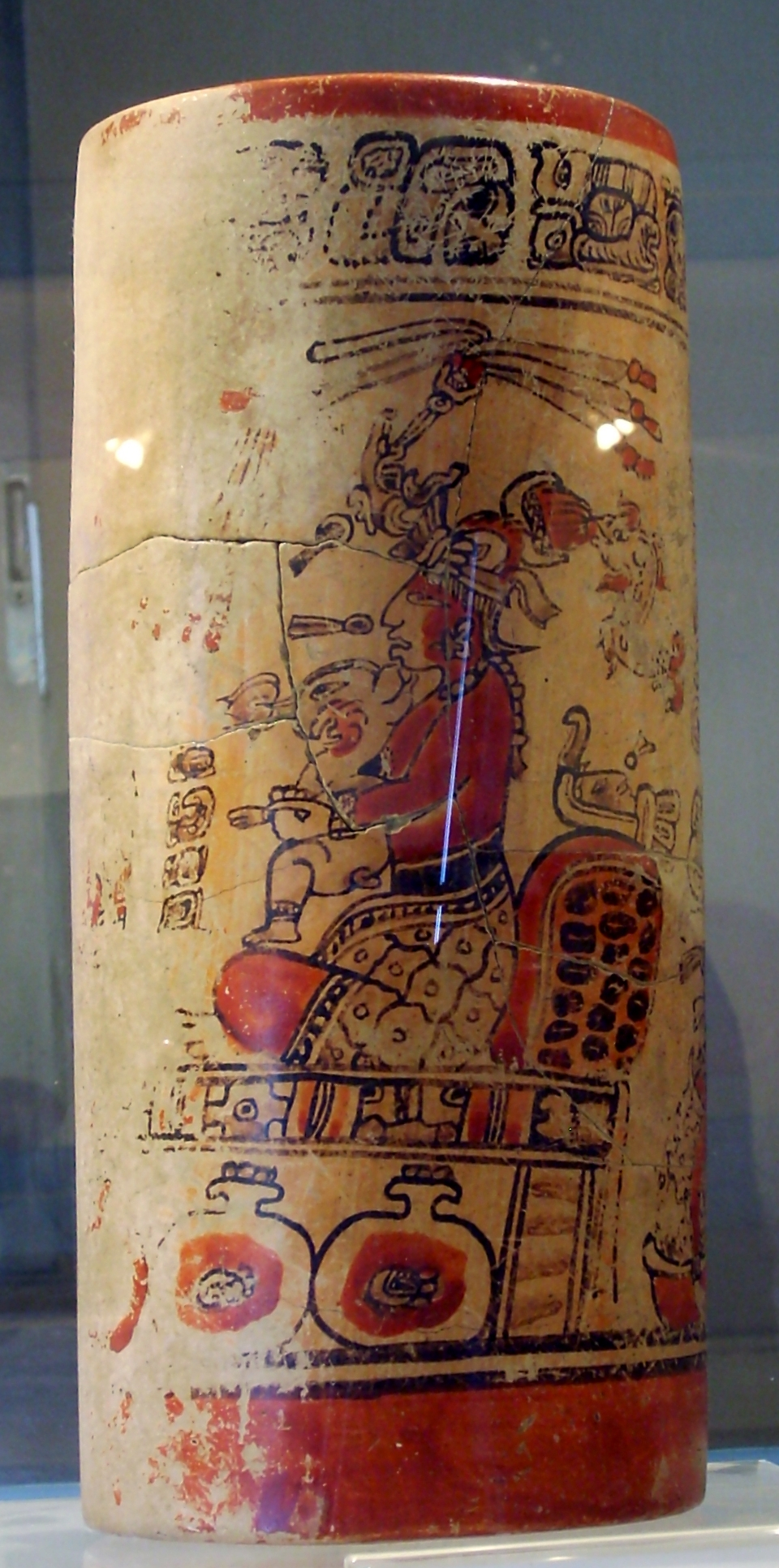
Vaso pintado del período clásico de Sacul en Guatemala.

La cerámica maya fue la producida por la cultura maya precolombina de Mesoamérica. Las vasijas y jarras utilizaban diferentes colores, tamaños y tenían usos variados. Las piezas para la élite podían estar pintadas con escenas muy detalladas, mientras que las vasijas utilitarias no estaban decoradas o eran mucho más simples. La cerámica de la élite, generalmente en forma de vasos de lados rectos llamados «vasos», utilizados para beber, se colocaba en los enterramientos, lo que ha dado lugar a una serie de piezas supervivientes en buen estado. Algunos ejemplos son el vaso Princeton y el vaso Fenton.
Utilizada para una gran cantidad de actividades cotidianas, como el almacenamiento de alimentos y bebidas, la cerámica era también un lienzo de conmemoración. Había tres tipos principales de vasijas utilizados en la vida cotidiana: cuencos, platos y cilindros. A menudo eran monocromos, lo que significa que solamente se utilizaba un tipo de engobe mineral. La cerámica policromada era más compleja por naturaleza y, por tanto, más utilizada por la élite. La cerámica policromada no solamente se utilizó como decoración, sino también como una forma de moneda social: una muestra física del estatus y de la aprobación de los demás.
Con el paso del tiempo, se añadieron diversas características a la cerámica para ir más allá de las necesidades fundamentales de las vasijas; por ejemplo, se pusieron gránulos en los cuencos más grandes para que no únicamente sirvieran como algo para contener la comida, sino que también se convirtieran en instrumentos utilizados en las fiestas.
Se han encontrado pruebas arqueológicas que sugieren que la cerámica se utilizaba con fines industriales. El descubrimiento de cilindros de cerámica muy uniformes junto con herramientas utilizadas en la producción de sal indican que se estos cilindros se utilizaban para hervir agua de mar y así conseguir sal.

## Decoración

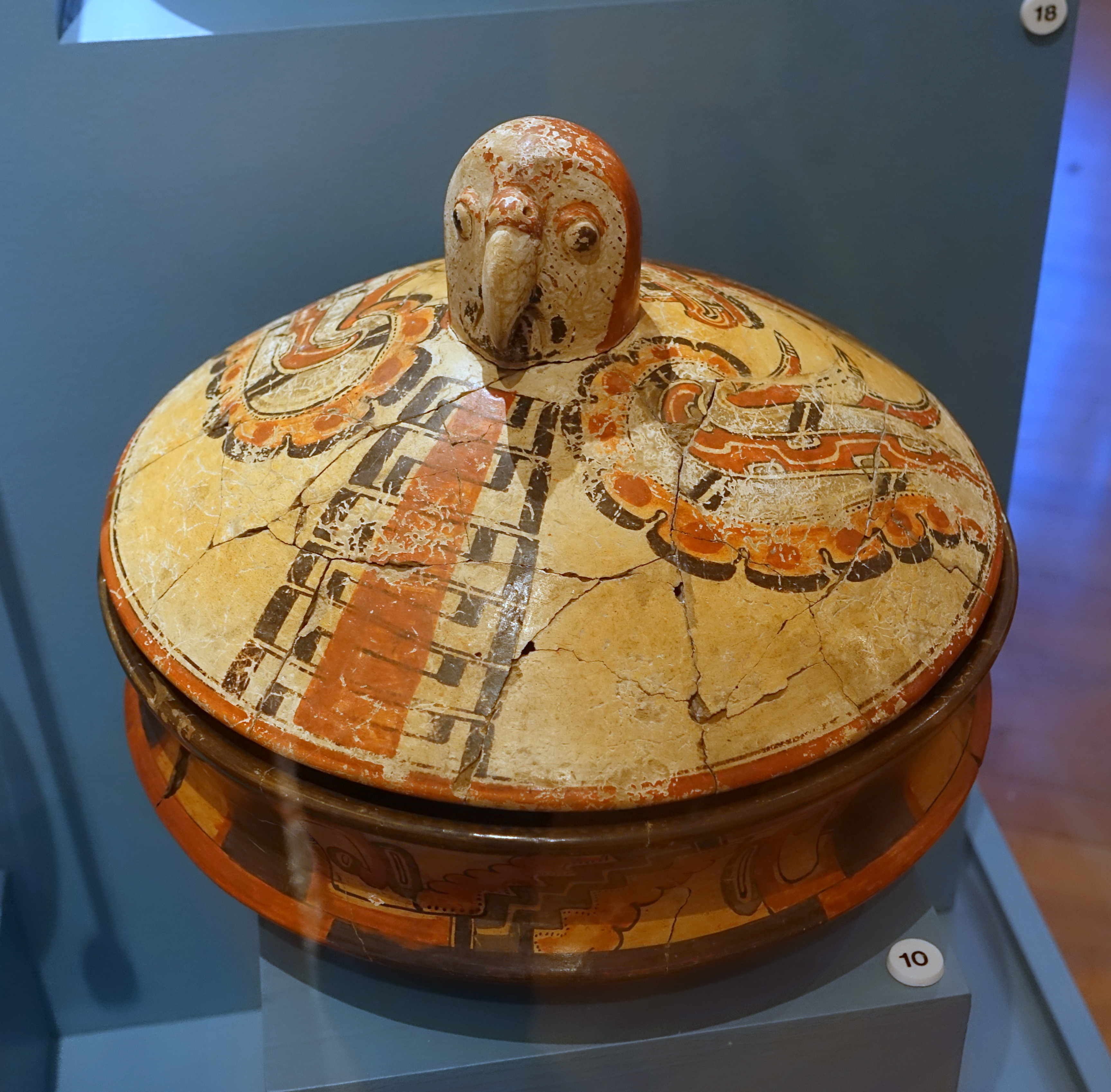
Plato con tapa de efigie de loro, Holmul, Grupo II, Edificio B, Clásico temprano.

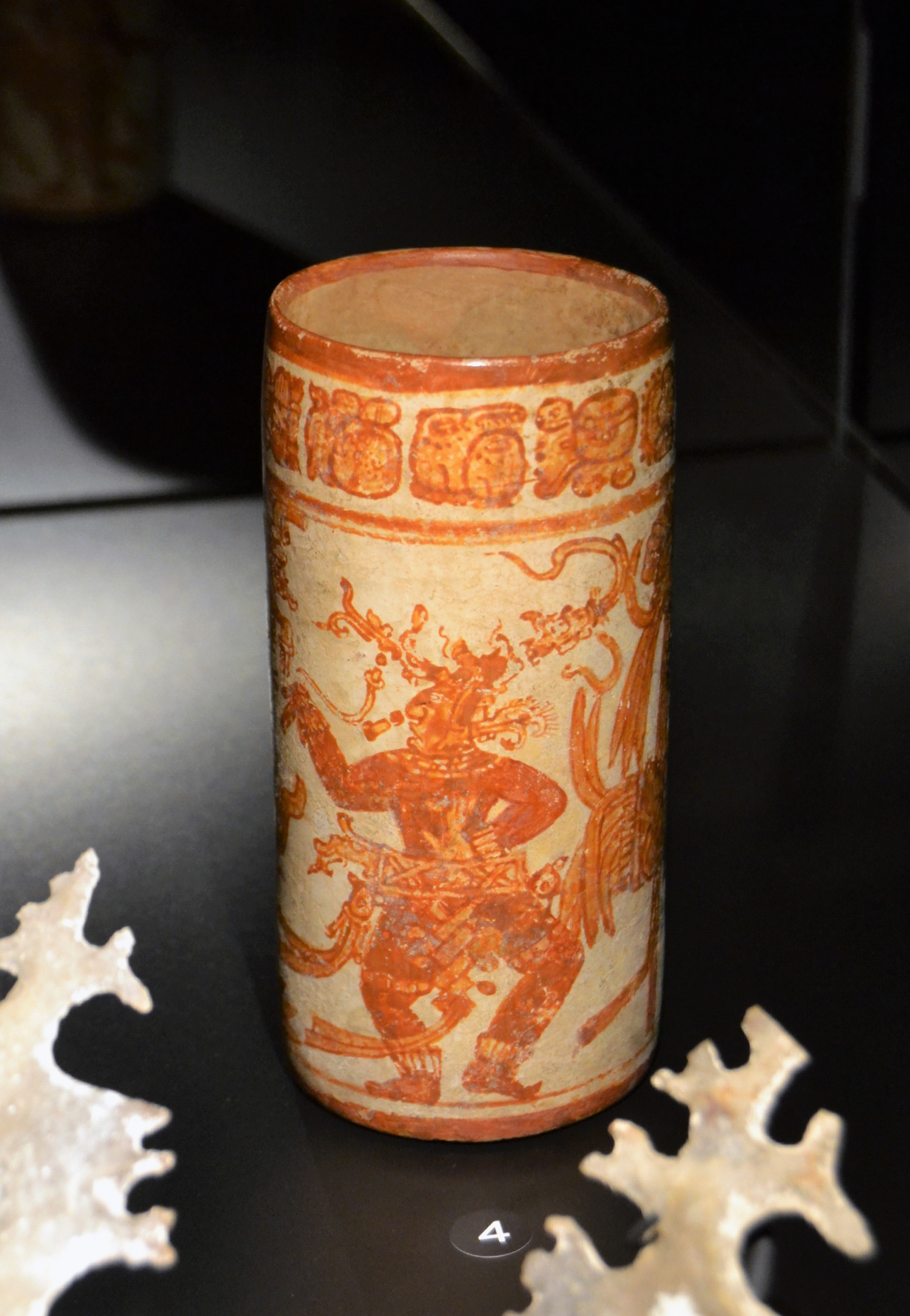
Vaso representando al dios maya del maíz bailando, Holmul, Fundación La Ruta Maya, Guatemala.

La vajilla utilitaria del pueblo llano solía tener una decoración sencilla que reflejaba su uso. Las vasijas de palacio estaban decoradas de forma más elaborada con formas talladas o con pinturas policromadas de gran calidad con jeroglíficos que nombraban su función, el patrón y, rara vez, la firma del artista. Por ejemplo, los cuencos cilíndricos utilizados para las bebidas de cacao solían tener representada la especie vegetal Q. guatemalteca porque esa flor se utilizaba para realzar el sabor de la bebida de cacao. Los diseños solían incluir rituales, figuras sobrenaturales o prácticas cotidianas. Los gobernantes, a veces, eran representados junto a las deidades y se mostraban iguales, o casi iguales, en poder y estatus que ellas. Otras vasijas funcionaban más como dispositivos de narración, con glifos de la escritura maya que probablemente eran guías para canciones u otros textos rituales.
Para muchos alfareros, la decoración y la imaginería eran más importantes que la estructura de cada vasija. Los jarrones y platos cilíndricos eran populares porque maximizaban la superficie para contar historias a través de la imaginería en cada pieza. Las representaciones pictóricas evolucionaron más que las formas. Mientras la complejidad de la pintura aumentaba, las formas de las vasijas seguían siendo bastante sencillas. Las diferentes regiones de Mesoamérica también presentaban diferentes esquemas de color. En Holmul el esquema de color rodeaba rojos y naranjas sobre un fondo blanco. Los fondos negros a menudo indican fuerzas sobrenaturales que aparecen en la escena del plato o la representación del inframundo debido al color oscuro utilizado
Las diferentes regiones también presentaban una variedad de símbolos representados en la cerámica. En Tikal, el «Danzante de Tikal» representa al joven dios del maíz, a menudo representado con los brazos abiertos y una pierna doblada, y se ha visto en ochenta y dos platos compilados. El dios maya del maíz era increíblemente importante para la cultura maya porque el dios no solamente simbolizaba el principal recurso de los mayas sino también el renacimiento. En el Popol Vuh, el dios del maíz está representado de forma cíclica para que los mayas entendieran el ciclo de la vida humana. Al colocar una figura importante de la cultura maya en piezas de cerámica, se le da una mayor importancia a la propia cerámica y a su propósito. El «Danzante de Holmul», aunque es similar al «Danzante de Tikal» en cuanto a su posición, presenta a un hombre bailando con una pequeña figura enana o jorobada a un lado y se ha visto en cuarenta y cinco vasijas compiladas. Aunque la decoración tenía una gran importancia, la estructura se seguía teniendo en cuenta. Las piezas específicas presentaban a menudo otras características, como los pies de cascabel, cilindros huecos situados en la parte inferior del plato que sostienen una bola en su interior. Los pies de cascabel se utilizaban a menudo con fines rituales en forma de música, ya que cuando se agita, el plato suena. Las piezas creadas con un diámetro superior a 0,3 m se utilizaban a menudo para los banquetes ceremoniales y las de menor diámetro, que a menudo incluían jarras, se utilizaban para almacenamiento.

## La cerámica en la sociedad
La cerámica maya está hecha de dos tipos principales de materiales que se relacionan con su estructura social, la piedra caliza y la ceniza volcánica. La mayor parte del terreno que rodeaba a los mayas era de piedra caliza, de donde procede la calcita. Se hacían principalmente como regalos y se daban para hacer alianzas locales, y estas vasijas se encuentran en un área más localizada. Mientras que las hechas con ceniza volcánica están más extendidas porque se cree que se daban como regalos de la clase alta para hacer alianzas mayores, a través de los sistemas de comercio mayas.
Aunque los mayas son conocidos por crear multitud de arte, también son conocidos por su alfarería. utilizaban estas alfarerías también para realizar Los mayas utilizaban estas vasijas para realizar sus rituales de sacrificio con tonos melódicos porque estos rituales eran una forma de pedir la lluvia, la sangre que dejaban caer los cautivos de la guerra era una forma de pedir a sus dioses la lluvia y agricultura ya que estos dos componentes están conectados: con la lluvia los mayas habrían crecido con su agricultura.
La cerámica desempeñó un gran papel en la sociedad durante el periodo clásico maya, cuando la élite maya utilizaba la cerámica no únicamente para hacer regalos a los dignatarios extranjeros, sino que también se utilizaba en los banquetes del periodo clásico. Se fabricaba cerámica especializada para las tumbas de los nobles. No cualquiera podía hacer esta cerámica, ya que era muy importante que conocieran la historia y la mitología maya. En estas cerámicas se representaban intrincadas escenas que mostraban la vida palaciega de la élite, en las escenas decorativas debían mostrar a la élite porque eran los principales clientes y querían tener obras de arte en las que aparecieran ellos mismos. En cada pieza de cerámica, cerca del borde, se enumeraba su contenido, un tipo de bebida para una vasija o comida para un plato, y a continuación se escribía a quién pertenecía. En el borde también pueden aparecer etiquetas con cabezas de saurios que pueden indicar un lugar específico en el que se fabricó la pieza o en el que tuvo lugar la escena que aparece en ella. Dado que estas cerámicas eran objeto de comercio y regalo, muchas acabaron en distintos entornos. En Teotihuacán, se han encontrado muchas cerámicas de Tikal debido a que fueron intercambiadas por mercaderes que viajaban entre diferentes ciudades de Mesoamérica.
Los especialistas se fijan principalmente en la escritura, los dibujos y los jeroglíficos, ya que eran diferentes para las distintas personas y culturas que las fabricaban. En cuanto al uso cotidiano, se fabricaba una vajilla más sencilla, generalmente de un único color, produciéndose en grandes cantidades para el uso del público en general. La cerámica maya se correlaciona débilmente con los niveles socioeconómicos de la sociedad maya, debido al valor que la cultura daba a la cerámica, en los rituales eran donde los mayas registraban el estatus más que en la cerámica.

## Técnicas de producción

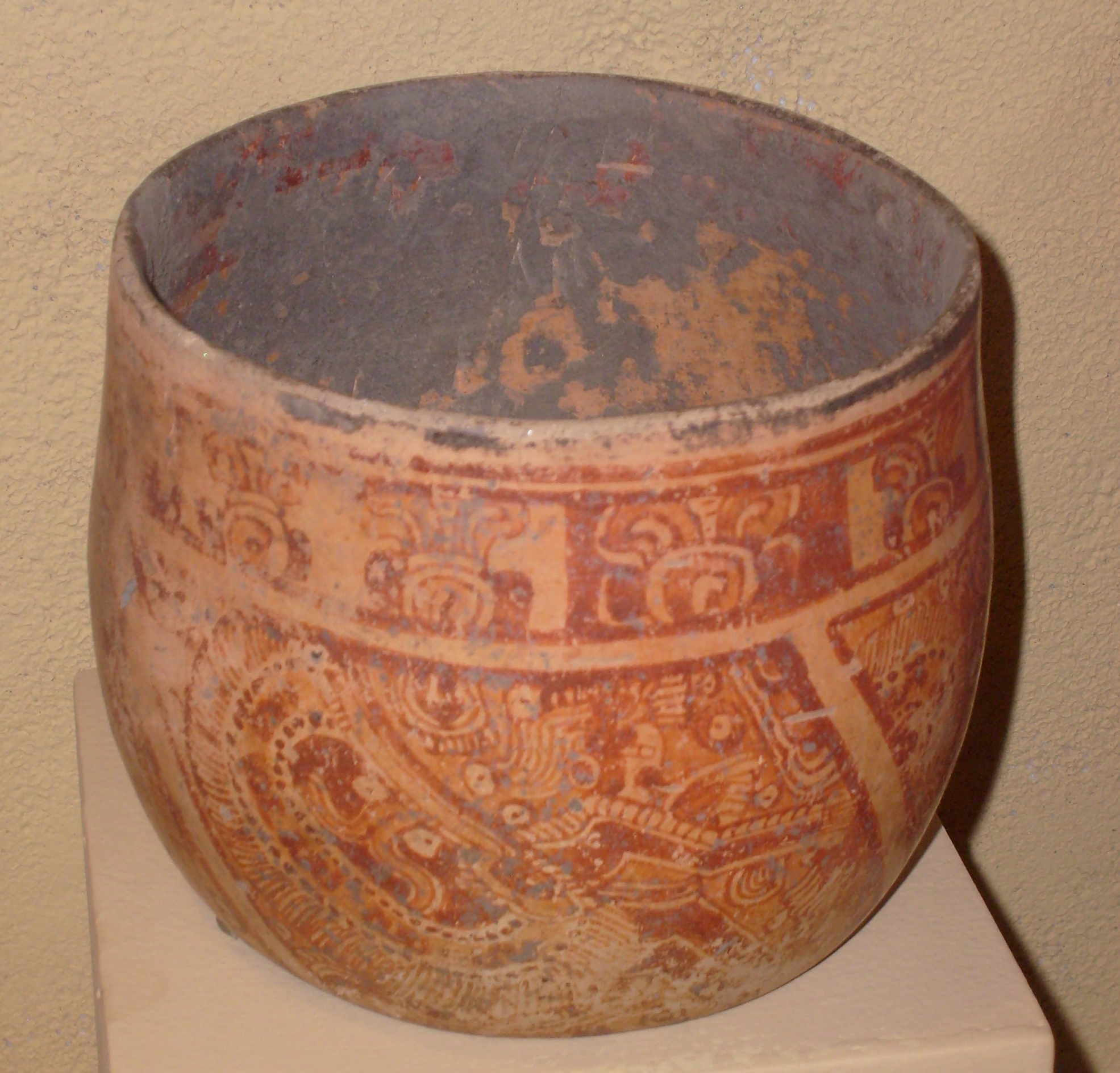
Vaso maya que representa a un noble disfrazado; ofrenda funeraria. Período clásico tardío (600-900 d. C.). Copán, Honduras.

Los mayas tenían técnicas específicas para crear, inscribir, pintar y diseñar la cerámica. Para empezar a crear una vasija de cerámica, los mayas tenían que localizar los recursos adecuados de arcilla y temple. Los indígenas mayas actuales, que viven en Guatemala, Belice y el sur de México, siguen creando cerámicas. El altiplano guatemalteco tiene una rica historia geológica compuesta principalmente por un pasado volcánico. Las rocas metamórficas e ígneas, así como la arena y la ceniza de las zonas pumíceas proporcionan muchos tipos de temple. En la zona, hay una gama de arcillas que crean colores y resistencias variadas cuando se cuecen. Los mayas actuales localizan sus arcillas en los sistemas fluviales expuestos de los valles de las tierras altas. La hipótesis es que los antiguos pobladores obtenían la arcilla por el mismo método que los actuales. Muy probablemente, debido a las similitudes climáticas de los últimos milenios, es probable que estos mismos depósitos u otros similares pudieran haber sido utilizados en los primeros tiempos. Una vez recogidas la arcilla y el temple, comenzaba la creación de la cerámica. El artesano tomaba la arcilla y la mezclaba con el temple —trozos de roca, ceniza o arena—. El temple servía para reforzar la cerámica. Una vez trabajada hasta alcanzar la consistencia adecuada, se creaba la forma de la pieza.
Para crear esta cerámica no se utilizaba el torno de alfarero. En su lugar, se utilizaron técnicas de rollo y de losa. El método del rollo probablemente implicaba la formación de arcilla en largas piezas enrolladas para hacer una vasija, que alisaban para crear las paredes. El método de la losa utilizaba losas cuadradas de arcilla para crear cajas o tipos de adiciones como pies o tapas para las vasijas. Una vez que la pieza tenía la forma deseada, se ponía a secar hasta que se endurecía. A continuación, se pintaba, se inscribía o se afinaba. El último paso era la cocción de la vasija. Se utilizaban hornos, que normalmente se encontraban al aire libre, a diferencia de muchos hornos modernos, se cocían con madera, carbón vegetal o incluso hierba.
Al igual que los antiguos griegos, los mayas creaban láminas de arcilla con una mezcla de arcillas y minerales. Las pastas de arcilla se utilizaban para decorar la cerámica. Hacia el siglo IV, se fabricaba una amplia gama de colores que incluía el amarillo, el púrpura, el rojo y el naranja. Sin embargo, algunos pintores mayas se abstenían de utilizar muchos colores y solamente empleaban el negro, el rojo y, ocasionalmente, el crema. Esta serie de cerámicas se denomina «estilo códice», por ser similar al estilo de los libros precolombinos.
A partir del siglo V, se adoptó el estuco de postcocción en Teotihuacán. Preparando una fina cal viva, los mayas añadían pigmentos minerales que se disolvían y creaban ricos azules y verdes que enriquecían su cultura artística. El uso original del azul maya tan conocido fue con fines rituales en la época precolombina, combinando índigo, copal y palygorskita para quemarlos como incienso, lo que dejó un tono azul que se utilizó para muchos otros tipos de arte más adelante en la historia maya. Muchas veces esta técnica de estuco posterior al fuego se mezclaba con la pintura y la incisión. La incisión consiste en tallar profunda o ligeramente en la arcilla parcialmente seca para crear finos y detallados diseños. Esta técnica fue muy popular durante el periodo clásico temprano.

## Cronología del desarrollo

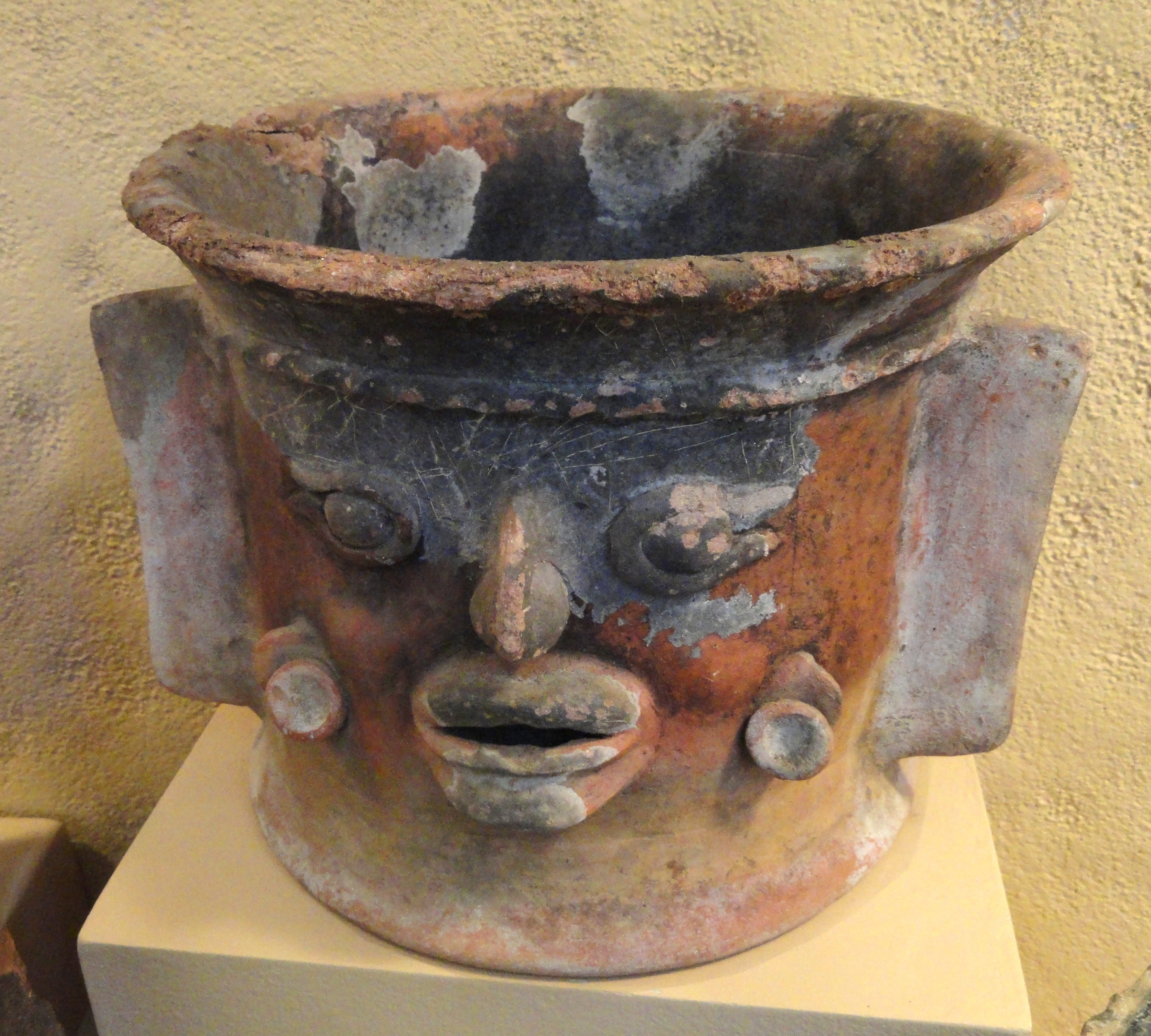
Quemador de incienso con cara y asas laterales, maya clásico, tierras altas de Guatemala, Museo del Hombre de San Diego.

Los mayas fueron un pueblo diverso cuya cultura se desarrolló a lo largo de los siglos. A medida que se desarrollaron, también lo hizo su cerámica. Los arqueólogos han encontrado etapas de coincidencia entre los tipos de cerámica, y estas fases coinciden con la línea de tiempo maya.
Preclásico Medio (900/800-250 a. C.) - Preclásico Tardío (250 a. C.-250 d. C.) La cerámica maya temprana proviene de un pasado que comenzó incluso siglos antes de que los mayas se convirtieran en un grupo diferenciado. Originalmente, los mayas primitivos utilizaban calabazas cortadas en formas útiles para crear recipientes para transportar líquidos y alimentos. Estas calabazas portátiles y duraderas constituían excelentes recipientes. Las primeras cerámicas se asemejaban mucho a las calabazas y muchas estaban decoradas con sellos de balancín y engobes sencillos. Durante el Preclásico Tardío, muchas de las cerámicas adoptaron apéndices de soportes mamiformes tetrápodos, estos soportes eran cuatro patas debajo de la vasija que sostenían. Los tetrápodos son relativamente raros en las tierras bajas mayas, incluso en el Petén, donde fueron descritos por primera vez. Las características rayas crema sobre rojo coloreaban estas singulares vasijas.

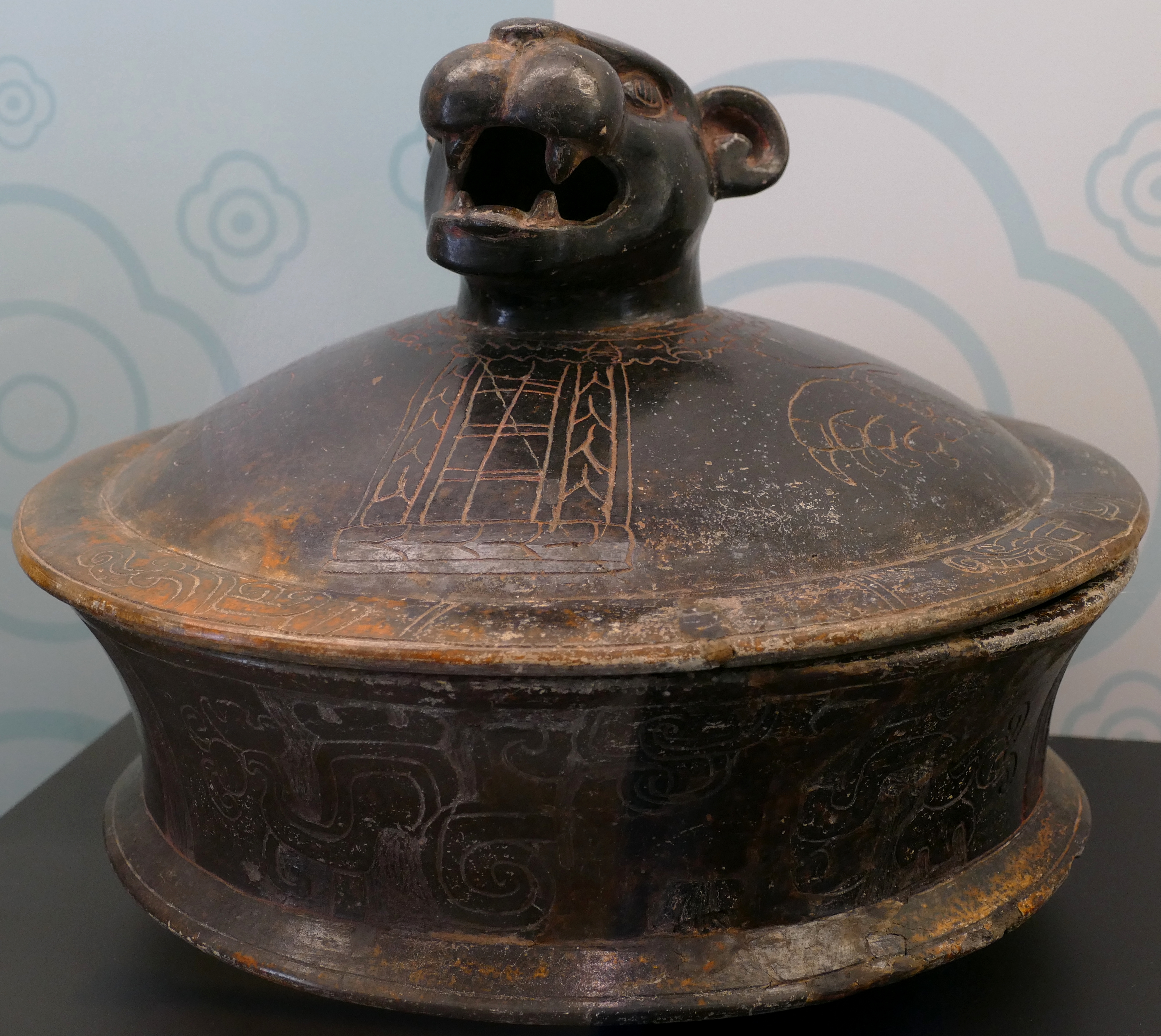
Cerámica decorada y con una cabeza de jaguar como pomo, Periodo Clásico 200-600 d. C.

La cerámica del Clásico Temprano maya data del año 250 al 550 d. C. Los mayas pronto empezaron a utilizar pintura de engobe policromada, lo que significa que usaban muchos colores diferentes para decorar las vasijas. Este método de decoración se convirtió en algo casi homogéneo para los alfareros mayas, señalando así el inicio del Período Clásico, a lo largo de este período, la cerámica maya presenta pocas comparaciones entre sus conjuntos. La cerámica policromada era un artículo de lujo que no estaba al alcance de la población en general. La mayoría de las cerámicas del Clásico Temprano eran tipos monocromos. Las policromías figuradas eran una prerrogativa de la élite, probablemente producidas por y para otras élites. El Período Clásico de los mayas proporcionó hermosas cerámicas en diversas formas. El cuenco de reborde basal con tapa fue un nuevo estilo de alfarero que se sumó al ya creciente repertorio. Este tipo de vasija solía tener un pomo en la parte superior con forma de cabeza de animal o de persona, mientras que el cuerpo pintado del animal o de la persona se extendía por la vasija. Muchas de estas vasijas también tenían soportes mamiformes, o patas. Estas singulares vasijas suelen encontrarse en muy buen estado, lo que indica una función ritual. La razón por la que muchas están en buen estado es su frecuente uso como ajuar funerario, por ello, suelen ser el objetivo de los saqueadores, que abren profundas zanjas en muchos edificios mayas en busca de una vasija comercializable.

## Ejemplos de líneas de tiempo

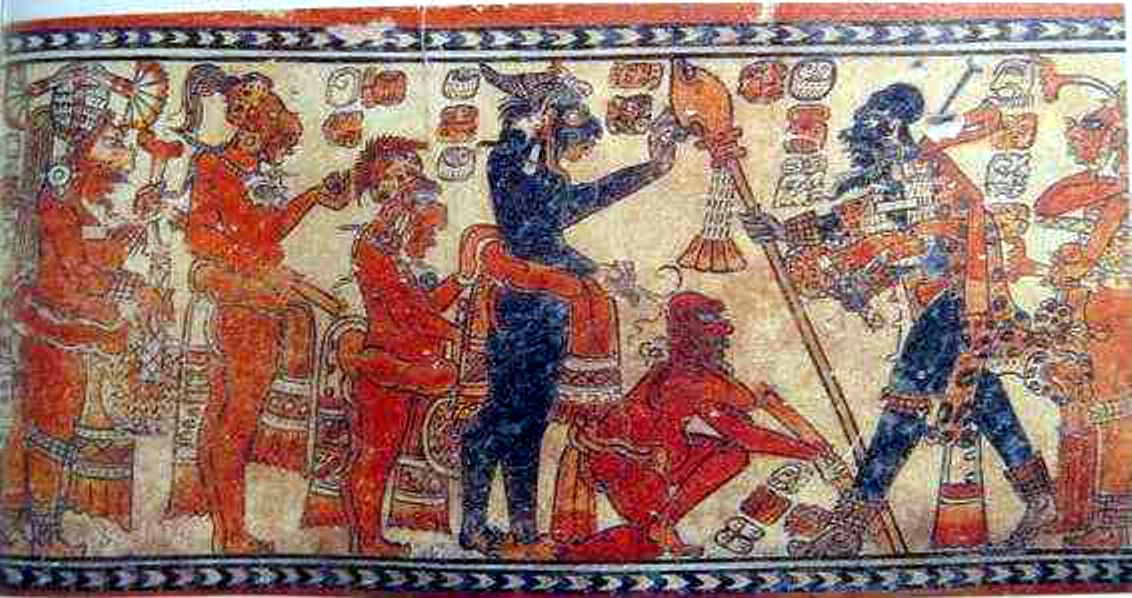
Vasija estilo Chama.

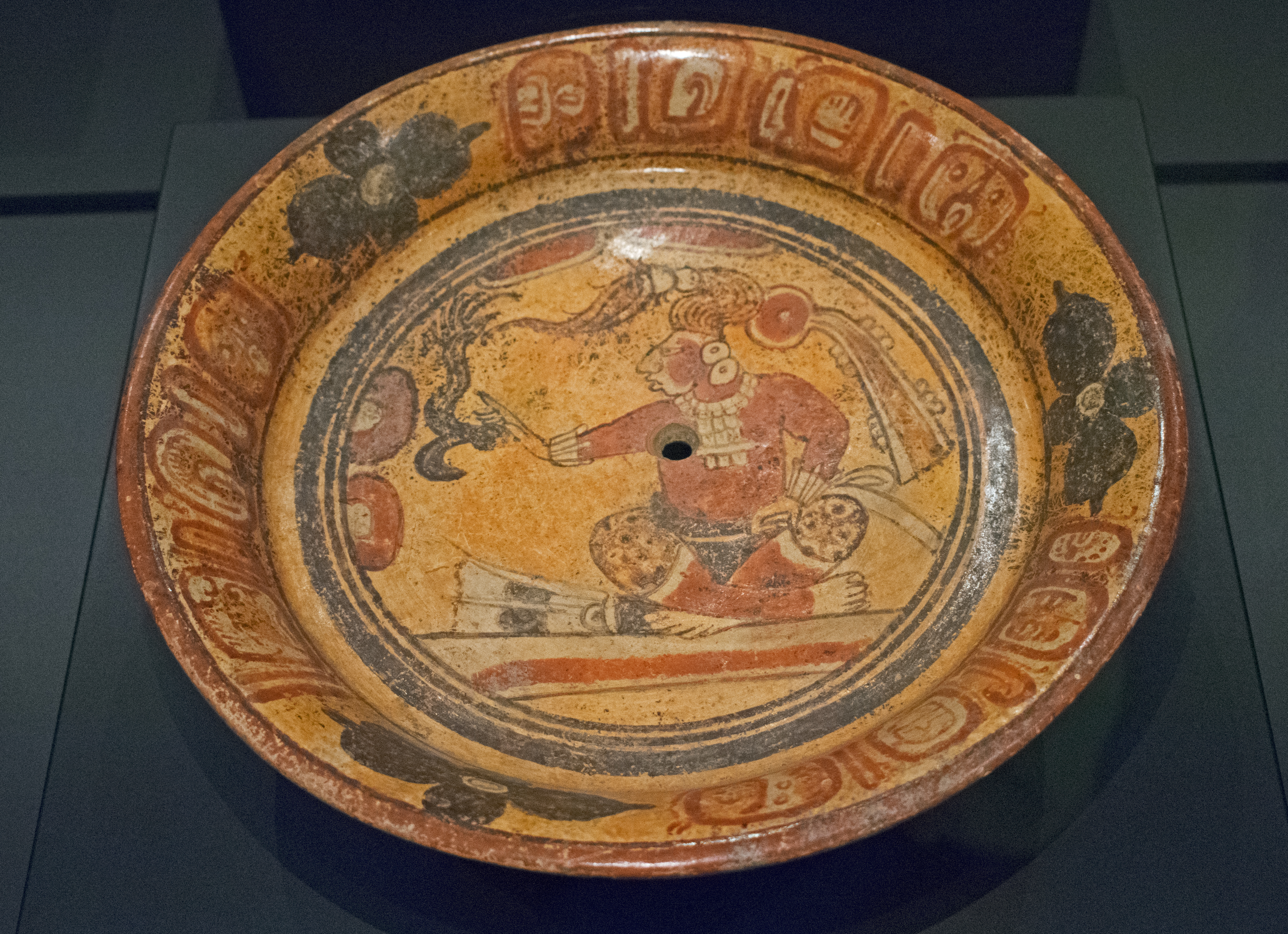
Trípode que muestra a un señor sentado en un trono. Fundación La Ruta Maya, periodo clásico (250 a 900).

No existe un calendario «estándar» para la cerámica maya. Existe una importante variabilidad en el tiempo y el contenido entre los sitios. La primera tabla que se presenta a continuación enumera los complejos cerámicos de Uaxactún (1955, modificado, 2000), y puede no aplicarse a ningún otro sitio.
| Periodo           | Cerámica de esfera | Fecha aproximada    |
| Clásico terminal  | Tepeu III          | 850-?               |
| Clásico tardío    | Tepeu II           | 700-850 d. C.       |
| Clásico tardío    | Tepeu I            | 550-700 d. C.       |
| Clásico temprano  | Tzakol             | 250-550 d. C.       |
| Preclásico tardío | Chicanel           | 350 a. C.-250 d. C. |
| Preclásico Medio  | Mamon              | 600-350 a. C.       |

Versión de un cronograma cerámico maya, adaptado de un folleto turístico para Chichén Itzá, 1984, basado en el trabajo de Valliant de 1927, y modificado a partir del trabajo de Smith de 1955 en Uaxactún. Es una mezcla de fases, tipos y tecnología, y por lo tanto no tiene valor indicativo.
| Periodo                         | Tipo de cerámica           | Fecha aproximada                                                                                   |
| Cerámica roja                   | Periodo mexicano Absorción | 1200-1540 d. C.                                                                                    |
| Maya-Tolteca o Periodo mexicano | Naranja fina               | 975-1200 d. C.                                                                                     |
| Interregno o Transicional       | Plumbate                   | 925-975 d. C.                                                                                      |
| Clásico                         | Tzakol y Tepeu             | Colapso maya 800-925 d. C. Florescencia 625-800 d. C. Temprano 325-625 d. C. Clásico 325-925 d. C. |
| Formativo o Preclásico          | Mamom y Chicanel           | 500 a. C.-326 d. C.                                                                                |